# Areas galactina
Areas galactina là một loài bướm đêm thuộc phân họ Arctiinae, họ Erebidae.